# Prudhoe Bay
Prudhoe Bay is een plaats (census-designated place) in de Amerikaanse staat Alaska, en valt bestuurlijk gezien onder North Slope Borough.

## Demografie
Bij de volkstelling in 2000 werd het aantal inwoners vastgesteld op 5.

## Grootste olieveld van Noord-Amerika
Na de Suezcrisis van 1956 startten oliemaatschappijen Shell en Standard Oil of New Jersey een zoektocht naar aardolie in de bodem van Alaska. De resultaten waren teleurstellend en in 1959 werd het boorprogramma gestaakt. BP boorde ook zes maal in het noorden van Alaska, maar eveneens zonder resultaat. Pas in het voorjaar van 1967 werd een nieuw poging gedaan door het Amerikaanse oliebedrijf ARCO. In Prudhoe Bay werd op 1 december 1967 aardgas en olie gevonden. Een tweede boring 10 kilometer verder en een halfjaar later was ook een succes en hiermee was de vondst van een reusachtig olieveld bevestigd. Het Prudhoe Bay-veld was het grootste veld ooit ontdekt in Noord-Amerika. Om de olie af te voeren werd besloten een pijplijn aan te leggen van het uiterste noorden naar de zuidelijke havenplaats Valdez: de Trans-Alaska pijpleiding. Deze aanleg duurde echter veel langer dan verwacht en pas in 1977 kwam de oliestroom op gang. Tussen 1981 en 1989 produceerde het veld ongeveer 1,5 miljoen vaten olie per dag waarna een geleidelijke daling optrad. In 2009 produceerde het veld nog steeds een kwart miljoen vaten olie per dag.

## Geografie
Volgens het United States Census Bureau beslaat de plaats een oppervlakte van
1445,3 km², waarvan 1078,1 km² land en 367,2 km² water.

## Plaatsen in de nabije omgeving
De onderstaande figuur toont nabijgelegen plaatsen in een straal van 124 km rond Prudhoe Bay.